# 新選組 (2000年の映画)
『新選組』（しんせんぐみ）は、2000年1月15日に渋谷ユーロスペースで単館上映された、黒鉄ヒロシによる同題の漫画を原作とした日本映画である。監督の市川崑にとっては生涯唯一の非実写映画であり、黒鉄の原画から抜き出した切り絵のキャラクターを操演しその様子を撮影する製作方式は公開当時「三次元的立体漫画映画」「ヒューマングラフィック崑メーション」という造語を用いた惹句が付けられていた。一方で製作、出演陣には市川崑作品の常連とも言える、日本の実写映画界を代表する面々が集結した。
新選組の上洛から、戊辰戦争の敗北を経て消滅していくまでの日々を描く。

## 製作
監督の市川崑が企画し、当初は自主製作も検討されたが、撮影の都合上、スタジオが必要と判断され、市川と旧知の仲であるC.A.Lがフジテレビに企画を通し、劇場作品となるかテレビ放送となるかは未定の状態で製作が始まった。脚本は「新選組という特殊な集団に集った若者たちの青春を描きたい」という市川の要望を受けて、C.A.Lのプロデューサーだった鶴間和夫の推薦で佐々木守が起用された。五稜郭の戦いまでを描いた原作と異なり、映画の本編は「映画として、だらだらしない方が良い」という市川の判断で、沖田総司の死を示唆する場面で終了する事になった。また、演者たちのスケジュールの都合から、台詞の収録は全てプレスコで行われ、本編の撮影は、その収録済みの音声を現場で流しながら行われた。撮影は、原画を貼りつけたウレタンボードの厚みの立体感を意識した演出が行われ、画面が単調になる事を避けるために、随所に断片的な実写映像や、印象的なカメラワーク、カッティングが挿入された。主題歌は予算の都合からタイアップとしてオファーが出され、作曲担当の小西康陽は、事前に撮影現場を見学したり、撮影されたラッシュを見るなどしてから作曲に臨み、市川も出来上がった曲を聴いた上で、曲のテンポと合うよう、タイトルバックの修正を行った。

## キャスト（声の出演）
- 近藤勇 - 中村敦夫
- 土方歳三 - 中井貴一
- 沖田総司 - 原田龍二
- 山南敬助 - うじきつよし
- 芹沢鴨 - 石倉三郎
- 清河八郎 - 石橋蓮司
- 伊東甲子太郎 - 石坂浩二
- お孝 - 萬田久子
- 明里 - 清水美砂
- 駒野 - 岸田今日子
- 佐々木愛次郎 - 鶴間太郎
- 松原忠司 - 清末裕之
- 永倉新八 - 川崎博司
- 斉藤一 - 井上浩
- 谷三十郎 - 田邊年秋
- 藤堂平助 - 小林一帥
- あぐり - 山崎和佳子（山崎和佳奈）
- 入江惣兵衛 - 永妻晃
- 伊東甲子太郎の家来 - 保木本竜也
- ナレーション - 江守徹

## スタッフ
- 企画 - 久坂順一朗
- 監督 - 市川崑
- 脚色 - 佐々木守、市川崑
- 原作・原画 - 黒鉄ヒロシ『新選組』（PHP研究所刊）
- プロデューサー - 松下千秋、松前洋一、鶴間和夫
- プロデューサー補 - 保原賢一郎
- 撮影 - 五十畑幸勇
- 美術 - 櫻木晶
- 音楽 - 谷川賢作
- 録音 - 斉藤禎一
- 整音 - 大橋鉄矢
- 照明 - 下村一夫
- 編集 - 長田千鶴子
- 制作主任 - 川田尚広
- 助監督 - 手塚昌明
- 効果 - 斉藤昌利、小杉彩（東洋音響カモメ）
- 記録 - 川野恵美
- 製作進行 - 川田尚広、松枝彰
- スチール - 橋山直己
- 美術製作 - 東宝映像美術
- 美術製作協力 - にしむら工芸
- CGI - 神宮前スタジオ、アンデンティファイ
- タイトル - 島田プロダクション
- 協力 - 東宝映画、東宝スタジオ、FUJI FILM、青二プロダクション
- 録音 - 東宝サウンドスタジオ
- 製作協力 - C.A.L
- 現像 - IMAGICA

## 主題歌
- 池田聡（日本コロムビア）「星のない夜に」作詞・作曲：小西康陽（ピチカート・ファイヴ）